# Mikołaj IV Muzalon
Mikołaj IV Muzalon, gr. Νικόλαος Μουζάλων (ur. ok. 1070, zm. 1152) – ekumeniczny patriarcha Konstantynopola w latach 1147–1151.

## Życiorys
Mikołaj urodził się około 1070 r. Cesarz Aleksy I Komnen mianował go biskupem Cypru, ale Mikołaj abdykował i udał się do klasztoru. Został wybrany patriarchą w grudniu 1147 r. Jego wybór spowodował kontrowersje; jego kanoniczna ważność została zakwestionowana. Został zmuszony do rezygnacji ze stanowiska patriarchy w marcu lub kwietniu 1151 r. Zmarł w 1152 r.